# Projekt Marmor – verdrängt und vergessen
Projekt Marmor – verdrängt und vergessen ist ein österreichischer Dokumentarfilm der Produzenten und Regisseure Fynn Prünster und Artur E. Irmler aus dem Jahr 2025 über das größte KZ-Außenlager des KZ Mauthausen der Steiermark. Dessen Häftlinge sollten im Rahmen der Untertage-Verlagerung unter dem Decknamen Marmor Waffenfabriken in Stollen der Peggauer Wand schaffen.
Der Film wurde am 29. April 2025 anlässlich des 80-jährigen Endes des Zweiten Weltkriegs in Graz als offizielle Gedenkveranstaltung des österreichischen Mauthausen-Komitees uraufgeführt – im Beisein von Politikern und Vertretern der österreichischen Gedenkkultur wie Thomas Waitz, Helmut Edelmayr, Peter Manfred Harrer und den jeweiligen Grazer Honorarkonsuln der Slowakischen und Kroatischen Republik. Am 8. Mai desselben Jahres wurde der Film auf ORF III ausgestrahlt. Am 21. Mai wurde er im Steiermark-Haus in Brüssel in Anwesenheit von EU-Abgeordneten wie Reinhold Lopatka präsentiert und anschließend über die Wichtigkeit von Gedenkkultur in Europa diskutiert.

## Inhalt
Die Dokumentation arbeitet einerseits die grausame Zeit des Lagers und der Häftlinge auf und zeigt, welche menschenverachtenden Bedingungen im Lager herrschten. Parallel wird immer wieder die aktuelle politische Lage rund um den Ort aufgegriffen – einige Politiker und Vertreter der Gedenkpolitik kritisieren den Umgang in Peggau. Dabei beschäftigen sich die Produzenten mit dem Thema "Vergessen", wenn es um Österreichs dunkelstes Kapitel geht. Gezeigt wird, dass nur eine ständige Erinnerung an diese Zeit möglich macht, diese Geschichte sich nicht wiederholen zu lassen. Der Film selbst wird aus einer jüngeren Perspektive erzählt, um das Thema und die Botschaft nahbarer für Jugendliche zu machen.
Peggau ist ein idyllisches Dorf in der Steiermark, bekannt für die Lurgrotte und seine Industrie. In den 1980er-Jahren wurden unter der Erde mehrere Skelette gefunden. Viele Bürger reagierten empört, die Entdecker wurden aufgefordert, die Geschichte ruhen zu lassen. Zwei Jugendliche stoßen auf mysteriöse Höhlen in der Peggauer Wand, die weit in den Berg führen.
Ein Zeitsprung: 1943 wurde das zerstörte Rüstungswerk in Graz-Thondorf unterirdisch nach Peggau verlagert. Dafür entstand ein KZ-Außenlager – das größte der Steiermark. Die später entdeckten Knochen hatten jedoch keinen Zusammenhang mit dem Lager, sondern stammten aus einem Gräberfeld aus dem Frühmittelalter. Die Bürger vermuteten zunächst eine Verbindung zum Außenlager, und forderten auf, die Vergangenheit ruhen zu lassen, was die negative Haltung der Bürger bezüglich der Geschichte zeigte.
Die zwei Jugendlichen erkunden weiter die Gänge, während erzählt wird, dass über mehrere Jahrzehnte an der ehemaligen KZ-Wiese nur ein kleiner Gedenkstein stand, der auch von Neo-Nazis beschmutzt und zerstört wurde. Erst 2006 wurde eine größere Gedenkstätte errichtet und mit Heinz Fischer eingeweiht. Kritiker bemängeln, dass seither nichts Weiteres unternommen wurde. Ein Bericht des Überlebenden Jean Germaneau beschreibt die Zustände im Lager. Bei einer Gedenkfeier werden Konfirmanden von einem Religionslehrer in die Geschichte eingeführt, bevor sie gemeinsam mit dem Pfarrer Rosen niederlegen.
Die Jugendlichen entdecken Spuren der Häftlinge in den Stollen – Nägel und Schienen der damaligen Arbeit. Die Stollen sind heute aufgebrochen, mit Hakenkreuzen beschmiert und verschmutzt, ohne einen einzigen Hinweis auf die Geschichte. Politiker kritisieren den Zustand. Der damalige Bürgermeister von Peggau, Hannes Tieber (2024 zurückgetreten), lehnt neue Gedenkinitiativen ab und zeigt, dass für ihn und die Bevölkerung die Vergangenheit keine Rolle spielt. Am Ende entdecken die Jugendlichen drei versteckte, größere und vollständig von den Häftlingen ausgebaute Stollen – die der Produktion kriegswichtiger Güter dienen sollten. Der Überlebende schildert seine schlimmsten Erlebnisse, während der Bürgermeister betont, dass es unter seiner Amtszeit keine neue Gedenkstätte geben werde.

## Hintergrund
Die beiden damaligen Schüler der HTBLVA Ortweinschule Graz (Film & MultimediaArt) Fynn Prünster und Artur Irmler stießen zufällig auf den "Lost Place" in Peggau und waren, ohne genaueres über den Ort zu wissen, von ihren Eindrücken gefesselt. Sie nutzten die von der Schule gegebene Aufgabe, eine Kurzdokumentation über das Thema "Heimat" zu produzieren, um einen Film über die Stollen in Peggau zu machen.

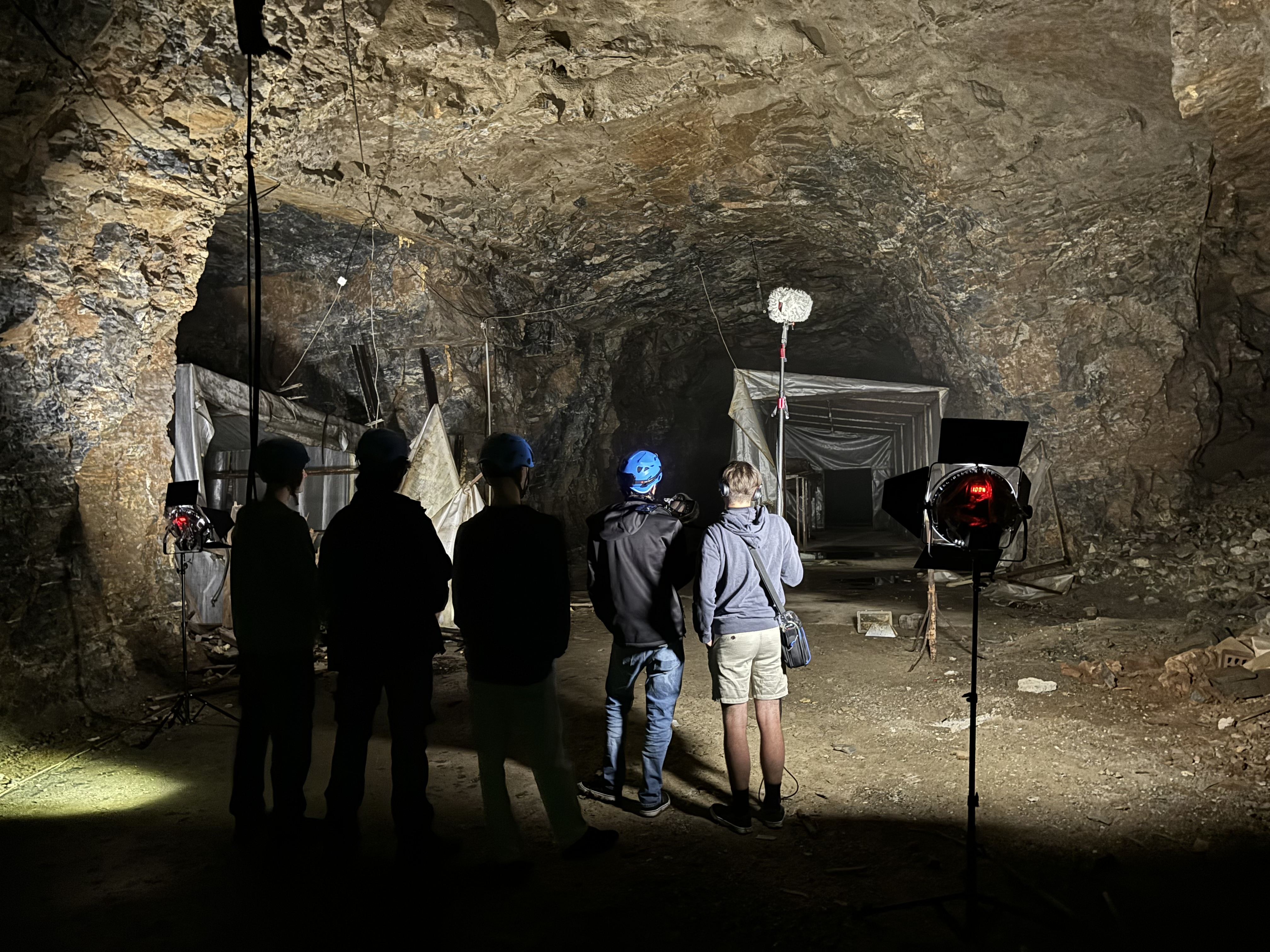
Die Crew beim Drehen der Protagonisten in den Peggauer Stollen

 Im Zuge ihrer Recherche fanden sie schließlich heraus, dass diese Höhlen in Peggau zum größten KZ-Außenlager der Steiermark gehörten. Gemeinsam mit der Unterstützung der Lehrer Franz Leopold Schmelzer, Bernadette Pfingstl und Wolfgang Scherz fanden sie immer mehr über die Geschichte des Außenlagers heraus, und stießen so unter anderem auf den Zeitzeugenbericht des Häftlings Jean Germaneau. Bei ihrer Vor-Ort Recherche bemerkten sie, dass die Bevölkerung in dem kleinen Ort nicht gut auf die Vergangenheit zu sprechen war, und dass hier nicht gerne darüber gesprochen wird. So kam es wiederholt vor, dass sich Bürger Peggaus vor der Kamera zu dem Thema nicht äußern wollten. Ihnen fiel immer mehr auf, dass die Gedenkkultur rund um das Lager mangelhaft war, und zeigte, wie wenig sich die Menschen und Politiker des Ortes für ihr geschichtliches Erbe interessierten. Das alles inspirierte die beiden Filmemacher und trieb sie an, eine Dokumentation mit 52 Minuten Laufzeit zu produzieren und darin zu zeigen, wie gleichgültig mit der Vergangenheit und den zahlreichen unschuldigen Todesopfern des NS-Terrors umgegangen wird. Peggau bleibt dabei aber immer nur ein Beispiel dafür, dass es in Österreich zu viele solcher Orte gibt.

### Autorenfilm
Bei der Produktion haben die beiden Filmemacher alles selbst in die Hand genommen – vom vollständigen Soundtrack bis hin zur aufwendigen 3D-Animation, die das Konzentrationslager detailgetreu rekonstruiert.

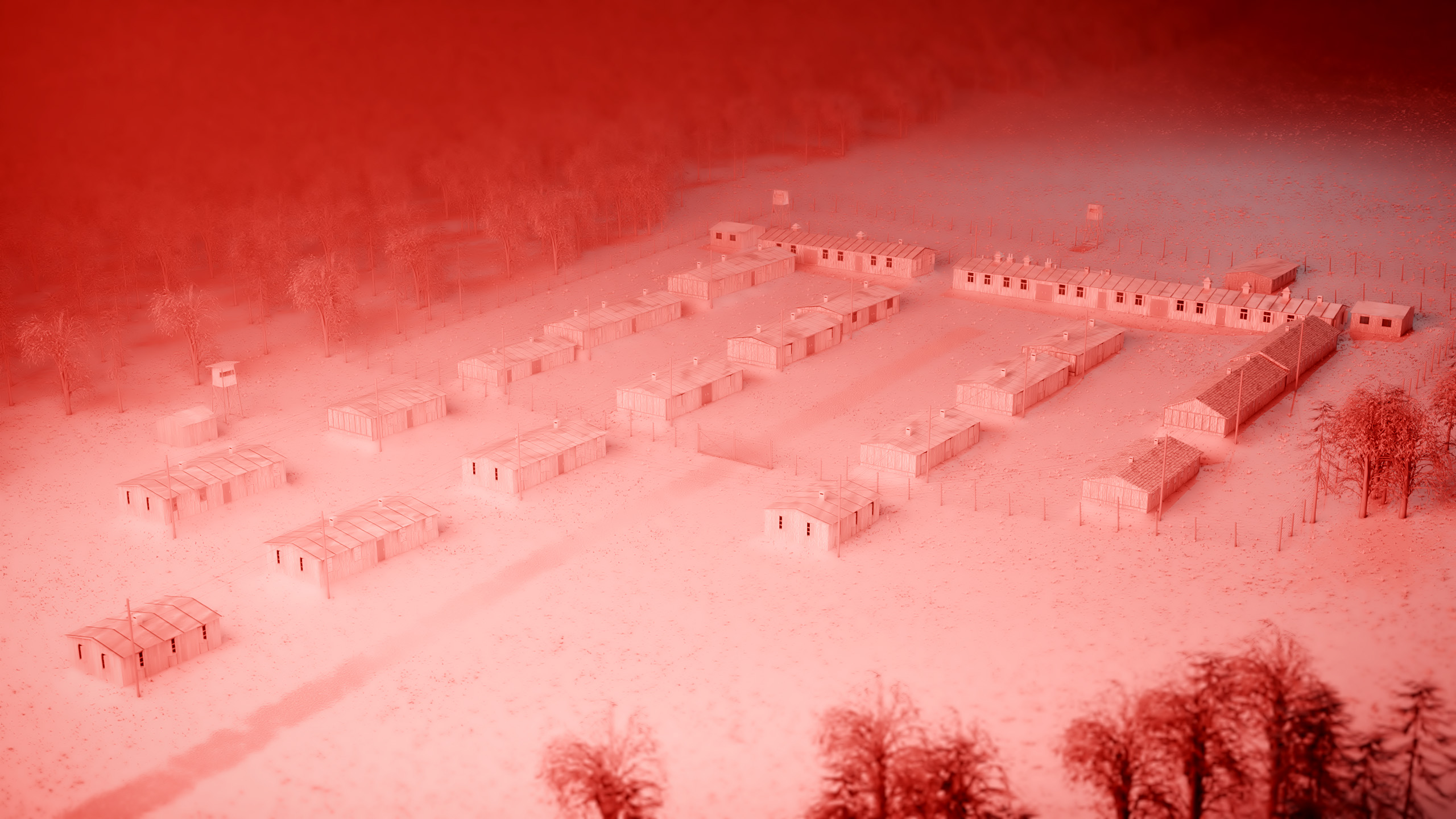
3D-Rekonstruktion des KZ-Außenlagers Peggau

Von Recherche über Dreharbeiten bis Feinschnitt – all das wurde von Prünster und Irmler eigenständig umgesetzt. Unterstützung erhielten sie lediglich bei der Set-Arbeit, der Tonmischung durch Nils Kirchhoff sowie beim Color Grading von Maximilian Thaler.

### Recherche
Zur Recherche über das KZ-Außenlager verwendeten Prünster und Irmler die Diplomarbeit von Raphael Hurdax über die U-Verlagerung Marmor, die Dissertation "Fremde Trauer" von Anita Farkas, sowie die Arbeit von Joachim Hainzl. Der Zeitzeugenbericht des überlebenden Häftlings Jean Germaneau, ein französischer Polizist und Widerstandskämpfer, war essenziell für die Aufarbeitung der unmenschlichen Zustände im Lager selbst und vor allem aus der Perspektive der Häftlinge.